# Lambdina siccaria
Lambdina siccaria är en fjärilsart som beskrevs av Walker 1866. Lambdina siccaria ingår i släktet Lambdina och familjen mätare. Inga underarter finns listade i Catalogue of Life.